# Call of Duty: Infinite Warfare
Call of Duty: Infinite Warfare je střílečka z pohledu první osoby z roku 2016, kterou vyvinula společnost Infinity Ward a vydala společnost Activision. Jedná se o třináctý díl série Call of Duty, který byl celosvětově vydán 4. listopadu 2016 pro PlayStation 4, Windows a Xbox One.

## Příběh
Kampaň hry se soustředí na bitvu o Sluneční soustavu, kterou se snaží ovládnout nepřátelská síla Settlement Defense Front (SDF), kteří ve hře slouží jako hlavní antagonisté.
Hráč přebírá kontrolu nad poručíkem Nickem Reyesem ze speciální bojové letecké jednotky SCAR (Special Combat Air Recon). K dispozici má vlastní transformující se stíhačku jménem "Jackal", kterou si může upravit, stejně jako centrální ústřední loď jménem Retribution.

## Vývoj
Vývoj hry začal v roce 2014. Jedná se o první titul společnosti Infinity Ward v rámci nového tříletého vývojového cyklu série Call of Duty.

## Vydání a ohlasy
Oznamovací trailer hry se vyznačoval silně negativními reakcemi. V té době byl druhým nejneoblíbenějším videem na YouTube. Komentátoři to přičítali fanouškům Call of Duty, kteří vyjadřovali frustraci ze sci-fi směru, kterým se série vydala. Konkrétně z toho, že hra a její předchůdci měli futuristické prostředí.
Hra se po vydání dočkala vesměs pozitivních recenzí, pochvaly za hratelnost, postavy a režim Zombies. Kritiku naopak sklidila za režim pro více hráčů a kampaň pro jednoho hráče se setkala se smíšenými názory.
Na veletrhu E3 byla časopisem Game Informer vyhlášena nejlepší střílečkou a byla nominována na několik cen. Ačkoli hra nedosáhla ve srovnání s předchozími díly Call of Duty lepších prodejních výsledků, v listopadu 2016 se stala nejprodávanější hrou v USA i ve Velké Británii.

## Speciální edice
Speciální edice videohry byly vydány společně s remasterovanou verzí Call of Duty 4: Modern Warfare.